# Михалевич Микола

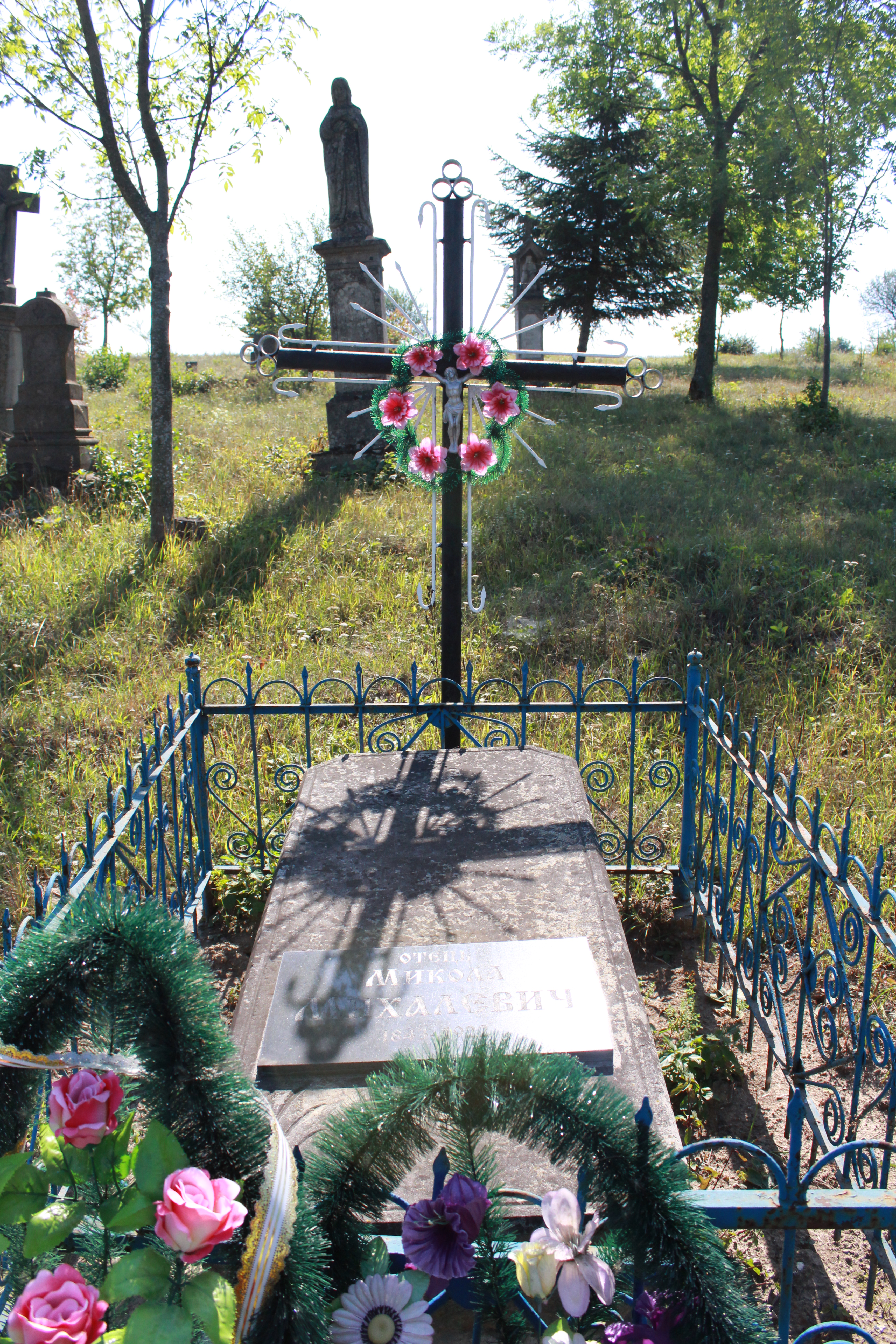
Могила о. Миколи Михалевича в Чернелові-Руському

Пам'ятник о. Миколі Михалевичу в Чернелові-Руському

о. Микола Михалевич (1 липня 1843, с. Ромашівка, нині Тернопільська область — 27 листопада 1922, с. Чернелів-Руський, нині Тернопільська область) — український греко-католицький священник, популяризатор бджільництва, громадський діяч.

## Життєпис
Микола Михалевич народився 1 липня 1843 року в селі Ромашівці, нині Білобожницької громади Чортківського району Тернопільської области України.
Навчався в гімназії м. Тернополя, студіював богослов'я у м. Львові.
1866 року рукопокладений в сан священника. Служив у с. Чистилів Тернопільського району, сотрудником у соборі Святого Юра у Львові, у 1871—1914 роках на парафії в с. Чернелів-Руський.
Крайні роки жив у пароха, декана та свого учня о. Сидора Глинського в с. Буцневі Тернопільського району, де й помер 27 листопада 1922 року. Похований в Чернелеві-Руському Тернопільського району.

### Громадська діяльність
1913 з ініціативи о. Михалевича в Тернополі створено крайове «Товариство українських пасічників».
У Чернелеві-Руському — засновник і голова первинного осередку товариства «Просвіта», пропагував запровадження високоврожайних городніх і садових культур, розведення бджіл, опікувався шкільництвом.

### Бджільництво
Заклав пасіку (понад 100 бджолосімей), де здійснював спостереження і досліди, запроваджував нові види вуликів, зокрема так званий «Галицький». Під час Першої світової війни пасіка зруйнована, о. Михалевич відновив лише 30 бджолосімей.

## Доробок
Автор статей в журналах «Українське бджільництво», «Український пасічник», «Господарський часопис», книги «Пасіка» (1877, під криптонімом М. М.; перевидана 1897, 1900, 1910, 1922 (усі — м. Львів), 2005 (м. Київ).

## Вшанування пам'яті
1992 року в Тернополі утворено комісію з увічнення пам'яті о. Михайла Михалевича. Запроваджено ювілейну медаль його імені; 29 грудня 1993 року відбулося посвячення вулиці Миколи Михалевича в Тернополі; 1994 року регіональна конференція пасічників, присвячена 150-річчю Михалевича.
У  вересні 2001 року в Чернелеві-Руському відкрито пам'ятник Миколі Михалевичу (скульптор Василь Садовник, архітектор Данило Чепіль; ініціатор спорудження Богдан Рудка). У грудні того ж року засновано Тернопільську обласну асоціацію пасічників його імені.